# La Ermita, Veracruz
La Ermita är en ort i Mexiko.   Den ligger i kommunen Tatatila och delstaten Veracruz, i den sydöstra delen av landet, 210 km öster om huvudstaden Mexico City. La Ermita ligger 2 141 meter över havet och antalet invånare är 161.
Terrängen runt La Ermita är bergig åt nordväst, men åt sydost är den kuperad. Terrängen runt La Ermita sluttar norrut. Runt La Ermita är det ganska tätbefolkat, med 160 invånare per kvadratkilometer. Närmaste större samhälle är Atzalan, 17,3 km nordväst om La Ermita. I omgivningarna runt La Ermita växer i huvudsak blandskog.